# Ярський Льнозавод
Я́рський Льнозаво́д (рос. Ярский Льнозавод) — присілок у складі Ярського району Удмуртії, Росія. До 26 жовтня 2004 року мав статус селища.
Старі назви — Заготскот, Льнозавод.
Найбільші вулиці:
- Західна
- Льнозаводська
- Південна
- Східний провулок

В присілку працює ТОВ «Ярський льнозавод», яке займається вирощуванням та переробкою льону. На північній околиці знаходиться автомобільний міст через річку Чепца.

## Населення
Населення — 164 особи (2010, 238 у 2002).
Національний склад станом на 2002 рік:
- удмурти — 69 %
- росіяни — 30 %